# Frankfurt-Schwanheim
Schwanheim is een stadsdeel van Frankfurt am Main. Het stadsdeel ligt in het westen van Frankfurt. Schwanheim is met ongeveer 20.000 inwoners een middelgroot stadsdeel van Frankfurt.

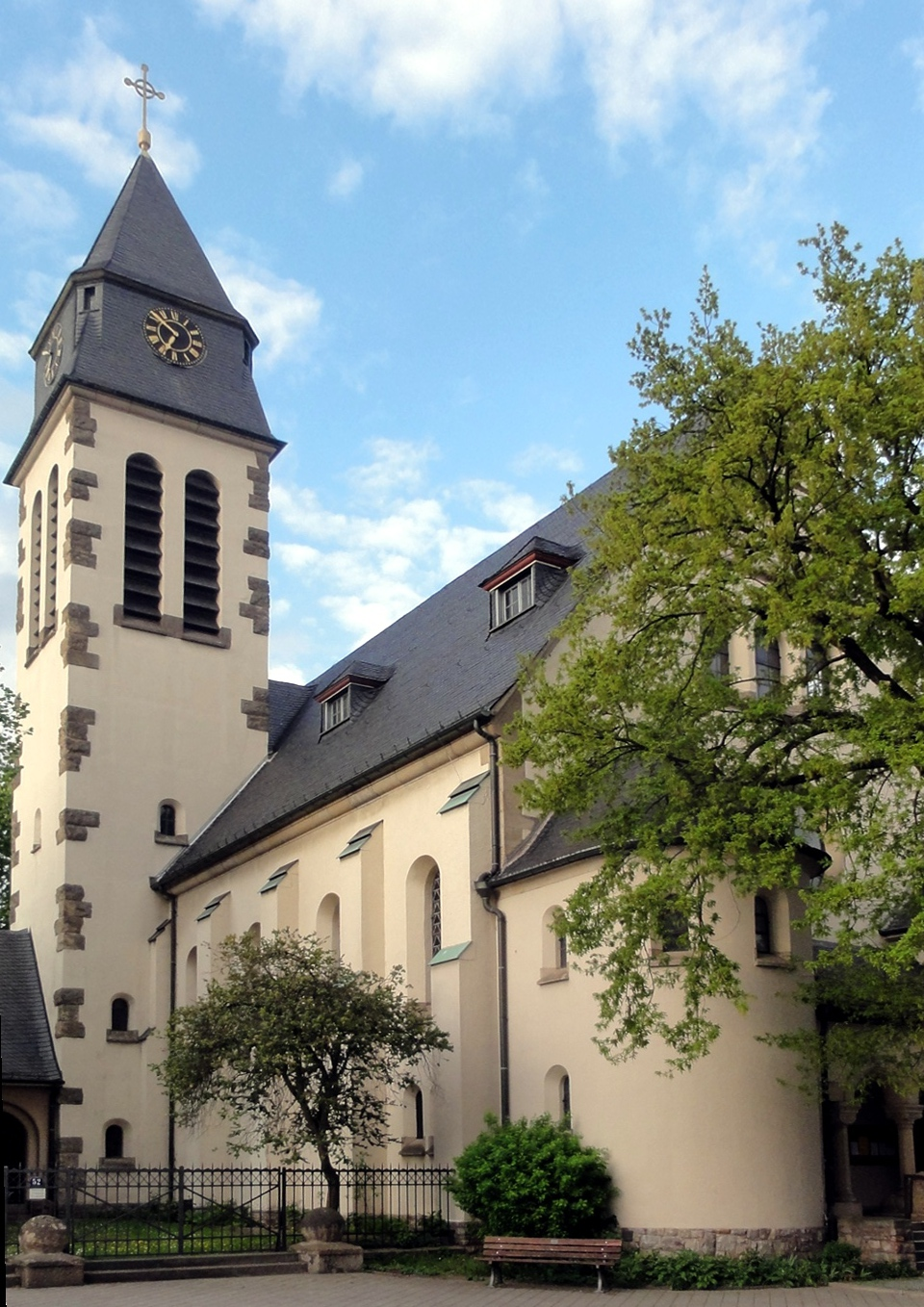
De Martinskerk in Schwanheim

Altstadt · Bahnhofsviertel · Bergen-Enkheim · Berkersheim · Bockenheim · Bonames · Bornheim · Dornbusch · Eckenheim · Eschersheim · Fechenheim · Flughafen · Frankfurter Berg · Gallus · Ginnheim · Griesheim · Gutleutviertel · Harheim · Hausen · Heddernheim · Höchst · Innenstadt · Kalbach-Riedberg · Nied · Nieder-Erlenbach · Nieder-Eschbach · Niederrad ·  Niederursel · Nordend · Oberrad · Ostend · Praunheim · Preungesheim · Riederwald · Rödelheim · Sachsenhausen · Schwanheim · Seckbach · Sindlingen · Sossenheim · Unterliederbach · Westend · Zeilsheim